# Lycosa boninensis
Lycosa boninensis este o specie de păianjeni din genul Lycosa, familia Lycosidae, descrisă de Tanaka, 1989. Conform Catalogue of Life specia Lycosa boninensis nu are subspecii cunoscute.